# Tatort: Das Recht, sich zu sorgen
Das Recht, sich zu sorgen ist ein Fernsehfilm aus der Krimireihe Tatort. Der vom Bayerischen Rundfunk unter der Regie von Andreas Senn produzierte Beitrag ist die 988. Tatort-Episode und wurde am 22. Mai 2016 im Ersten Programm der ARD erstgesendet. Das fränkische Ermittlerduo Voss und Ringelhahn ermittelt seinen zweiten Fall.

## Handlung
Die Wirtstochter Steffi Schwinn findet ihre Mutter morgens tot in der Gaststube auf. Alles sieht nach einer Beziehungstat aus und so gilt der Ehemann als dringend tatverdächtig. Da er spurlos verschwunden ist und sich sehr wahrscheinlich in den umliegenden Wäldern versteckt hält, wird die Fahndung nach Holger Schwinn ausgeschrieben. Nach einigen Tagen wird der Gesuchte in ein Krankenhaus eingeliefert, nachdem er sich absichtlich selbst beide Unterarme verbrüht hat. Der verstörte Mann legt Kommissar Voss gegenüber ein vages Geständnis ab. Auf Überwachungsaufnahmen im Gasthaus hatten die Kriminaltechniker zusätzlich Bänder entdeckt, die einen heftigen Streit der Eheleute zeigen, in dessen Folge Schwinn seine Frau erwürgt.
Parallel müssen sich Ringelhahn und Voss noch um einen zweiten Fall kümmern. Die Leiterin des Instituts für Anatomie der Universität Würzburg hatte sich an ihren alten Freund, den Polizeipräsidenten Dr. Mirko Kaiser gewandt, nachdem einer ihrer Doktoranden einen fremden Schädel in der Knochensammlung von Körperspendern entdeckt hatte. Kurzerhand beauftragt Kaiser seine beiden Ermittler Ringelhahn und Voss, sich der Sache anzunehmen. Schnell ist ihnen klar, dass nur jemand aus dem Institut den Schädel ausgetauscht haben kann und durchaus ein Mord dahinter stecken könnte. Aufgrund des Alters des Schädels und einer im frühen Kindesalter operierten Lippen-Kiefer-Gaumenspalte versuchen die Ermittler, die Identität des Opfers herauszufinden. Das gelingt und so gerät die als Reinigungskraft im Institut arbeitende Agnieszka Lies unter Verdacht, den Vater ihrer kleinen Tochter umgebracht zu haben, der vor kurzem eine große Erbschaft gemacht hatte und mit seiner Tochter nach Australien auswandern wollte. Lies ist mit dem im Institut angestellten Präparator Lando Amtmann befreundet, der ihr offensichtlich dabei geholfen hat. Als die Kommissare mit ihm reden wollen, gibt er ohne Umschweife zu, den Leichnam des Opfers in der Mazerationsanlage des Instituts, in der normalerweise die gespendeten Körper von jeglichen Gewebeanteilen befreit werden, entsorgt und lediglich den Schädel aufgehoben zu haben. Er sollte später zur DNA-Analyse dienen, um der kleinen Romy ihre Erbschaft zu sichern, deshalb hatte er ihn unter den Knochen der Körperspender versteckt, wo er ihn sicher wähnte. Während Amtmann alle Schuld auf sich nehmen will, gesteht Agnieszka Lies, den Vater ihrer Tochter mit einem großen Küchenmesser erstochen zu haben, da sie nicht zulassen wollte, dass er ihr das Kind wegnimmt.
In einer Nebenhandlung kümmert sich die Kommissarin Ringelhahn zwischenzeitlich um eine ältere Frau, die auf dem Jakobsplatz vor dem Nürnberger Polizeipräsidium zeltet und die sich nicht damit abfinden will, dass die Polizei ihren vermissten, erwachsenen Sohn nicht sucht. Ringelhahn spricht der Frau durchaus das Recht zu, sich sorgen zu dürfen, und versucht, ihr zu helfen. Am Ende ihrer Recherchen überbringt sie der leicht verwirrten Frau die Nachricht des (erfundenen) Unfalltods ihres Sohnes, um ihr damit die Möglichkeit zu geben abzuschließen, da es nach ihrer Meinung leichter ist zu trauern, als auf einen Sohn zu warten, der sich nicht mehr melden will.

## Hintergrund

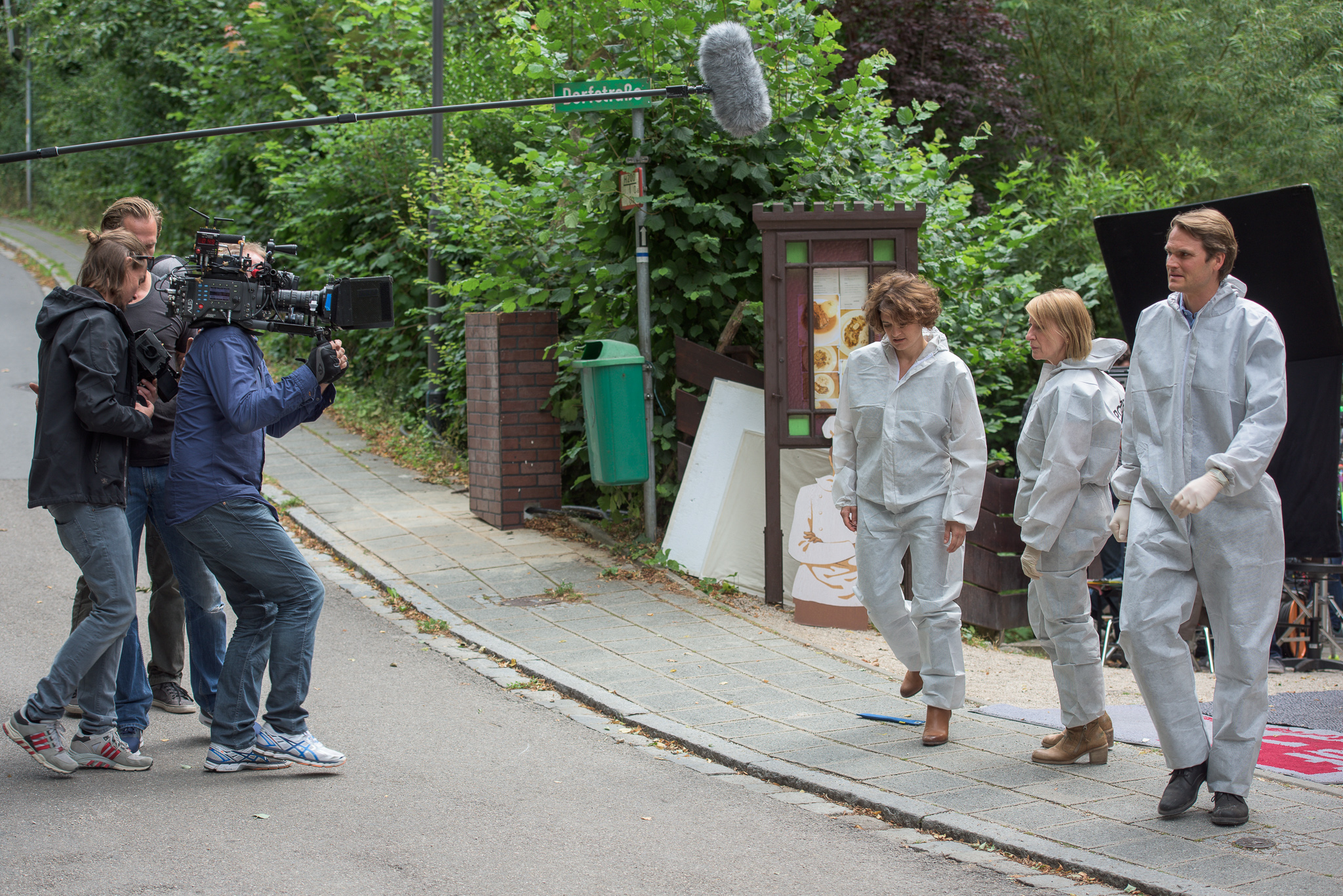
Dreharbeiten mit Eli Wasserscheid, Dagmar Manzel und Fabian Hinrichs

Der Film wurde vom 14. Juli 2015 bis zum 13. August 2015 in Nürnberg, im Röthenbacher Stadtteil Rockenbrunn und Würzburg gedreht.
Die Premiere des Films fand am 9. Mai 2016 an einem der Drehorte, dem Lehrstuhl für Anatomie und Zellbiologie II der Universität Würzburg, vor 400 ausgewählten Gästen statt.

## Rezeption

### Einschaltquoten
Die Erstausstrahlung von Das Recht, sich zu sorgen am 22. Mai 2016 wurde in Deutschland von 8,41 Millionen Zuschauern gesehen und erreichte einen Marktanteil von 25,3 % für Das Erste. In der Gruppe der 14- bis 49-jährigen Zuschauer konnten 2,36 Millionen Zuschauer und ein Marktanteil von 19,9 % erreicht werden.
In Österreich erfolgte die Ausstrahlung aufgrund der Bundespräsidentenwahl entgegen der üblichen Sendezeit erst ab 22:50 Uhr, wo 187.000 Zuschauer erreicht und damit eine durchschnittliche Reichweite von 3 % sowie ein Marktanteil von 20 % erzielt wurden.
In der Schweiz verfolgten 371.000 Zuschauer im Alter von über drei Jahren die Erstausstrahlung der Folge und bescherten ihr dadurch einen Marktanteil von 20,2 %. In der Gruppe der 15- bis 59-jährigen Zuschauer wurden 215.000 Zuschauer gezählt sowie ein Marktanteil von 19,3 % gemessen.

### Kritiken
Christian Buß von Spiegel Online schreibt zu diesem Tatort: „Diese fränkische Schlachtplatte ist allerdings alles andere als eine Horrornummer. Eher eine Meditation auf die Endlichkeit des Menschen. Der unaufgeregte Tonfall von Max Färberböcks erstem Franken-'Tatort' vom letzten Jahr wird beibehalten. Auch wenn die Filmemacher andere sind. Drehbuchautorin Beate Langmaack hat ein paar der besten Schweriner 'Polizeirufe' geschrieben, Regisseur Andreas Senn ein paar der besseren 'Tatorte' mit Ulrike Folkerts gedreht. Nun setzen die beiden sanft und hintersinnig ins Bild, was vom Menschen übrigblieb. Zugegeben, der Krimi-Plot zerfällt dabei zuweilen.“
Bei der Süddeutschen Zeitung wertet Katharina Riehl: „Der zweite Tatort aus Franken beginnt mit blau-wässrigen Bildern, von denen man am Anfang des Films glücklicherweise noch nicht ahnt, was sie vermutlich darstellen. Und wenn man so will, liegt darin auch schon das Geheimnis dieses sehr feinen Films: Dass man als Zuschauer ständig Dinge zu verstehen glaubt, es in Wahrheit aber nur selten wirklich tut.“
Auch Rainer Tittelbach von tittelbach.tv wertet positiv und meint: „Die Faszination dieses Krimidramas resultiert weniger aus der genreüblichen Spannung; es sind die Geschichten, die die Neugier wecken, die berühren und bewegen. Locations, Landschaft und Lokalkolorit spielen für die filmische Anmutung eine entscheidende Rolle – immer wieder sind es Bilder, die Andreas Senns Film nach dem lebensklugen Buch von Beate Langmaack seine (nachdenklichen) Stimmungen geben. Kamera und Lichtsetzung sind superb. Aber auch der menschliche Faktor kommt nicht zu kurz: Bei dem ist das Duo Manzel & Hinrichs ziemlich unschlagbar.“